# Claude Giroux (hockey sobre hielo)
Claude Giroux (Hearst, Ontario, 12 de enero de 1988), apodado G, Ginger G-sus, G-Money o G-Baby, es un jugador profesional canadiense de hockey sobre hielo que se desempeña en la posición de extremo derecho en Ottawa Senators, equipo de la National Hockey League (NHL).

## Carrera
Fue seleccionado en la primera ronda en la NHL Entry Draft de 2006. En 2007 hizo su debut profesional con el equipo Philadelphia Flyers, en el cual jugó quince temporadas (2007-2021), después pasó a Florida Panthers (2021-2022), luego a Ottawa Senators, donde lleva jugando dos temporadas.